# إلياس سعيد
باحث في علمي المناعة والأحياء الدقيقة. وهو كندي من أصل سوري من مدينة حلب. له عدة أبحاث في مجال المناعة والفيروسات (خاصة الايدزHIV - AIDS) والسرطان،  له براءات اختراع، وحاصل على جوائز عديدة.

## من أبحاثه
Nature Medicine, 
Nature Medicine, 
Nature Medicine, 
Cell / Immunity, 
Journal of Experimental Medicine, 
Journal of Biological Chemistry, 
[وصلة مكسورة]

مصادر